# Heineken Open 2010 - Qualificazioni singolare
Le qualificazioni del singolare dell'Heineken Open 2010 sono state un torneo di tennis preliminare per accedere alla fase finale della manifestazione. I vincitori dell'ultimo turno sono entrati di diritto nel tabellone principale. In caso di ritiro di uno o più giocatori aventi diritto a questi sono subentrati i lucky loser, ossia i giocatori che hanno perso nell'ultimo turno ma che avevano una classifica più alta rispetto agli altri partecipanti che avevano comunque perso nel turno finale.
Le qualificazioni dell'Heineken Open 2010 prevedevano 22 partecipanti di cui 4 accedevano al tabellone principale.

## Teste di serie
1. Paolo Lorenzi (qualificato)
2. Michael Lammer (qualificato)
3. Inigo Cervantes-Huegun (ultimo turno)
4. Jan Minar (secondo turno)

1. Daniel Evans (qualificato)
2. Carlos Poch-Gradin (ultimo turno)
3. Guillermo Olaso (ultimo turno)
4. Pedro Clar-Rossello (secondo turno)

## Qualificati
1. Paolo Lorenzi
2. Michael Lammer

1. James Lemke
2. Daniel Evans

## Tabellone

### Legenda
| - Q = Qualificato - WC = Wild card - LL = Lucky loser | - ALT = Alternate - SE = Special Exempt - PR = Protected Ranking | - w/o = Walkover - r = Ritirato - d = Squalificato |

### Sezione 1
|  | Primo turno     | Primo turno     | Primo turno | Primo turno | Primo turno |  |  | Secondo turno      | Secondo turno      | Secondo turno      | Secondo turno      | Secondo turno      |   |    | Terzo turno   | Terzo turno   | Terzo turno   | Terzo turno | Terzo turno |  |
|  |                 |                 |             |             |             |  |  |                    |                    |                    |                    |                    |   |    |               |               |               |             |             |  |
|  |                 |                 |             |             |             |  |  |                    |                    |                    |                    |                    |   |    |               |               |               |             |             |  |
|  |                 |                 |             |             |             |  |  | Paolo Lorenzi      | Paolo Lorenzi      | Paolo Lorenzi      | 6                  | 6                  |   |    |               |               |               |             |             |  |
|  | André Sá        | André Sá        | 5           | 6           | 6           |  |  | André Sá           | André Sá           | André Sá           | 3                  | 3                  |   |    |               |               |               |             |             |  |
|  | Michael Venus   | Michael Venus   | 7           | 4           | 4           |  |  |                    |                    |                    |                    |                    |   |    | Paolo Lorenzi | Paolo Lorenzi | Paolo Lorenzi | 6           | 7           |  |
|  | Pablo Santos    | Pablo Santos    | 7           | 3           | 6           |  |  |                    |                    | Carlos Poch-Gradin | Carlos Poch-Gradin | Carlos Poch-Gradin | 4 | 63 |               |               |               |             |             |  |
|  | Sebastian Lavie | Sebastian Lavie | 5           | 6           | 1           |  |  | Pablo Santos       | Pablo Santos       | Pablo Santos       | 5                  | 4                  |   |    |               |               |               |             |             |  |
|  |                 |                 |             |             |             |  |  | Carlos Poch-Gradin | Carlos Poch-Gradin | Carlos Poch-Gradin | 7                  | 6                  |   |    |               |               |               |             |             |  |
|  |                 |                 |             |             |             |  |  |                    |                    |                    |                    |                    |   |    |               |               |               |             |             |  |

### Sezione 2
|  | Primo turno           | Primo turno           | Primo turno           | Primo turno | Primo turno |  |  | Secondo turno         | Secondo turno         | Secondo turno         | Secondo turno   | Secondo turno   |   |   | Terzo turno    | Terzo turno    | Terzo turno    | Terzo turno | Terzo turno |  |
|  |                       |                       |                       |             |             |  |  |                       |                       |                       |                 |                 |   |   |                |                |                |             |             |  |
|  |                       |                       |                       |             |             |  |  |                       |                       |                       |                 |                 |   |   |                |                |                |             |             |  |
|  |                       |                       |                       |             |             |  |  | Michael Lammer        | Michael Lammer        | Michael Lammer        | 6               | 6               |   |   |                |                |                |             |             |  |
|  | Logan Mackenzie       | Logan Mackenzie       | Logan Mackenzie       | 6           | 6           |  |  | Logan Mackenzie       | Logan Mackenzie       | Logan Mackenzie       | 3               | 4               |   |   |                |                |                |             |             |  |
|  | William Ward          | William Ward          | William Ward          | 1           | 3           |  |  |                       |                       |                       |                 |                 |   |   | Michael Lammer | Michael Lammer | Michael Lammer | 6           | 6           |  |
|  | Roberto Bautista Agut | Roberto Bautista Agut | Roberto Bautista Agut | 6           | 6           |  |  |                       |                       | Guillermo Olaso       | Guillermo Olaso | Guillermo Olaso | 3 | 4 |                |                |                |             |             |  |
|  | Bruno Soares          | Bruno Soares          | Bruno Soares          | 2           | 3           |  |  | Roberto Bautista Agut | Roberto Bautista Agut | Roberto Bautista Agut | 3               | 63              |   |   |                |                |                |             |             |  |
|  |                       |                       |                       |             |             |  |  | Guillermo Olaso       | Guillermo Olaso       | Guillermo Olaso       | 6               | 7               |   |   |                |                |                |             |             |  |
|  |                       |                       |                       |             |             |  |  |                       |                       |                       |                 |                 |   |   |                |                |                |             |             |  |

### Sezione 3
|  | Primo turno      | Primo turno      | Primo turno  | Primo turno | Primo turno |  |  | Secondo turno          | Secondo turno          | Secondo turno          | Secondo turno | Secondo turno |   |   | Terzo turno            | Terzo turno            | Terzo turno | Terzo turno | Terzo turno |  |
|  |                  |                  |              |             |             |  |  |                        |                        |                        |               |               |   |   |                        |                        |             |             |             |  |
|  |                  |                  |              |             |             |  |  |                        |                        |                        |               |               |   |   |                        |                        |             |             |             |  |
|  |                  |                  |              |             |             |  |  | Inigo Cervantes-Huegun | Inigo Cervantes-Huegun | Inigo Cervantes-Huegun | 7             | 6             |   |   |                        |                        |             |             |             |  |
|  | Mikal Statham    | Mikal Statham    | 6            | 6           | 6           |  |  | Mikal Statham          | Mikal Statham          | Mikal Statham          | 5             | 2             |   |   |                        |                        |             |             |             |  |
|  | Michael Kohlmann | Michael Kohlmann | 0            | 7           | 2           |  |  |                        |                        |                        |               |               |   |   | Inigo Cervantes-Huegun | Inigo Cervantes-Huegun | 2           | 6           | 3           |  |
|  | James Lemke      | James Lemke      | James Lemke  | 7           | 6           |  |  |                        |                        | James Lemke            | James Lemke   | 6             | 4 | 6 |                        |                        |             |             |             |  |
|  | Marcelo Melo     | Marcelo Melo     | Marcelo Melo | 5           | 0           |  |  | James Lemke            | James Lemke            | 7                      | 4             | 6             |   |   |                        |                        |             |             |             |  |
|  |                  |                  |              |             |             |  |  | Pedro Clar-Rossello    | Pedro Clar-Rossello    | 64                     | 6             | 3             |   |   |                        |                        |             |             |             |  |
|  |                  |                  |              |             |             |  |  |                        |                        |                        |               |               |   |   |                        |                        |             |             |             |  |

### Sezione 4
|  | Primo turno | Primo turno | Primo turno | Primo turno | Primo turno |  |  | Secondo turno  | Secondo turno  | Secondo turno  | Secondo turno | Secondo turno |   |   | Terzo turno    | Terzo turno    | Terzo turno | Terzo turno | Terzo turno |  |
|  |             |             |             |             |             |  |  |                |                |                |               |               |   |   |                |                |             |             |             |  |
|  |             |             |             |             |             |  |  |                |                |                |               |               |   |   |                |                |             |             |             |  |
|  |             |             |             |             |             |  |  | Jan Minar      | Jan Minar      | 6              | 2             | 4             |   |   |                |                |             |             |             |  |
|  |             |             |             |             |             |  |  | Yang Tsung-hua | Yang Tsung-hua | 4              | 6             | 6             |   |   |                |                |             |             |             |  |
|  |             |             |             |             |             |  |  |                |                |                |               |               |   |   | Yang Tsung-hua | Yang Tsung-hua | 4           | 6           | 4           |  |
|  |             |             |             |             |             |  |  |                |                | Daniel Evans   | Daniel Evans  | 6             | 2 | 6 |                |                |             |             |             |  |
|  |             |             |             |             |             |  |  | Marcus Daniell | Marcus Daniell | Marcus Daniell | 2             | 4             |   |   |                |                |             |             |             |  |
|  |             |             |             |             |             |  |  | Daniel Evans   | Daniel Evans   | Daniel Evans   | 6             | 6             |   |   |                |                |             |             |             |  |
|  |             |             |             |             |             |  |  |                |                |                |               |               |   |   |                |                |             |             |             |  |